# Sacciolepis curvata
Sacciolepis curvata là một loài thực vật có hoa trong họ Hòa thảo. Loài này được (L.) Chase miêu tả khoa học đầu tiên năm 1908.